# Costarina plena
Espèce
Synonymes
- Dysderina plena O. Pickard-Cambridge, 1894

Costarina plena est une espèce d'araignées aranéomorphes de la famille des Oonopidae.

## Distribution
Cette espèce se rencontre au Mexique au Veracruz, au Tabasco, au Campeche, en Oaxaca et au Chiapas, au Guatemala, au Honduras, au Nicaragua et au Costa Rica,.

## Description
Le mâle décrit par Platnick et Dupérré en 2012 mesure 1,78 mm et la femelle 2,11 mm.

## Publication originale
- O. Pickard-Cambridge, 1894 : Arachnida. Araneida. Biologia Centrali-Americana, Zoology. London, vol. 1, p. 121-144 (texte intégral).